# Bruneck
Bruneck ([ˈbrʊnɛk]; italienisch Brunico, ladinisch Bornech oder Burnech) ist eine Stadt und eine Gemeinde in Südtirol im Norden Italiens.
Bruneck ist der Hauptort des Pustertals und mit 17.124 Einwohnern (Stand 31. Dezember 2023) die fünftgrößte Stadt Südtirols. Sie ist Sitz der Bezirksgemeinschaft Pustertal sowie Standort mehrerer weiterführender Schulen und eines Krankenhauses.

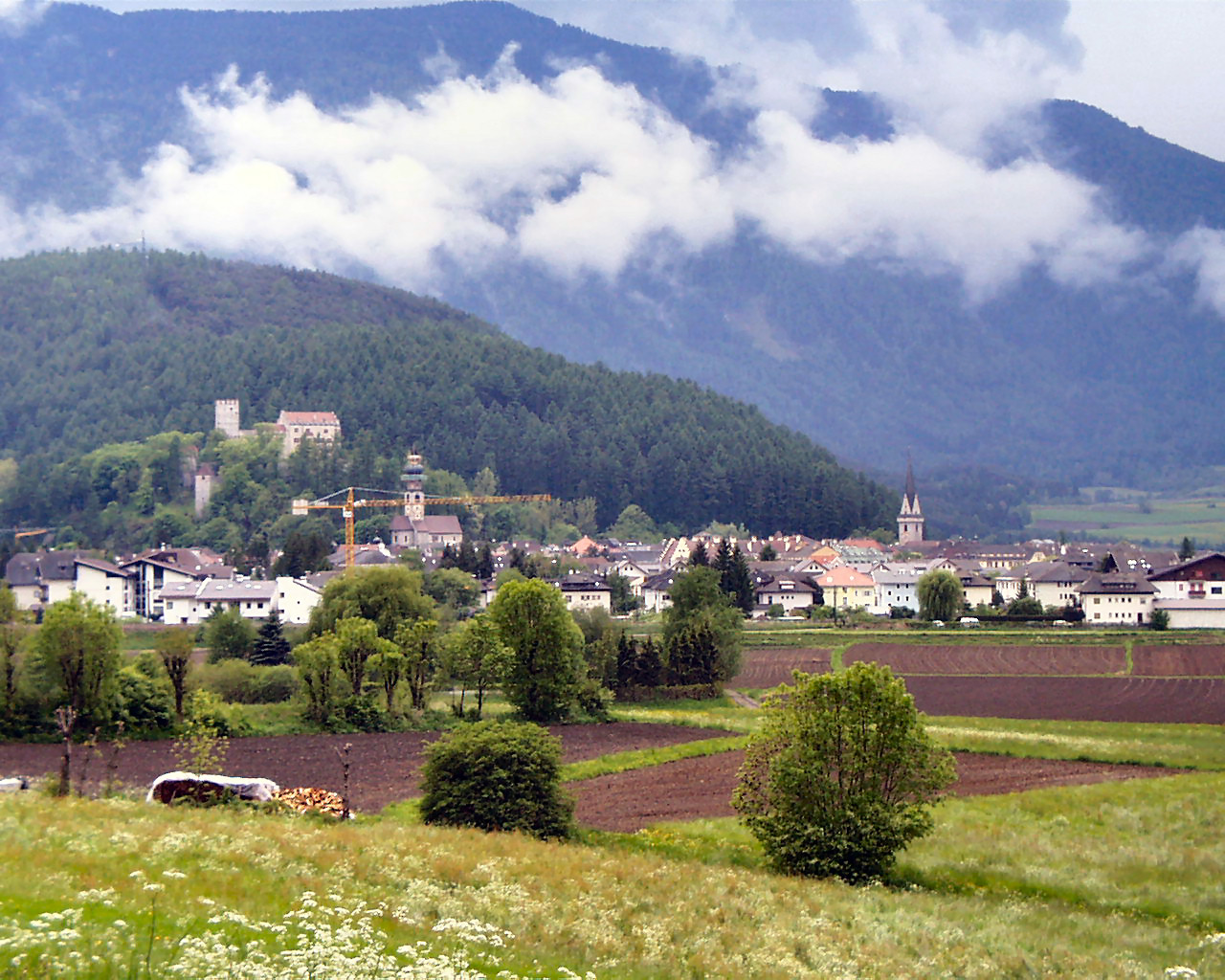
Blick auf Bruneck von Osten

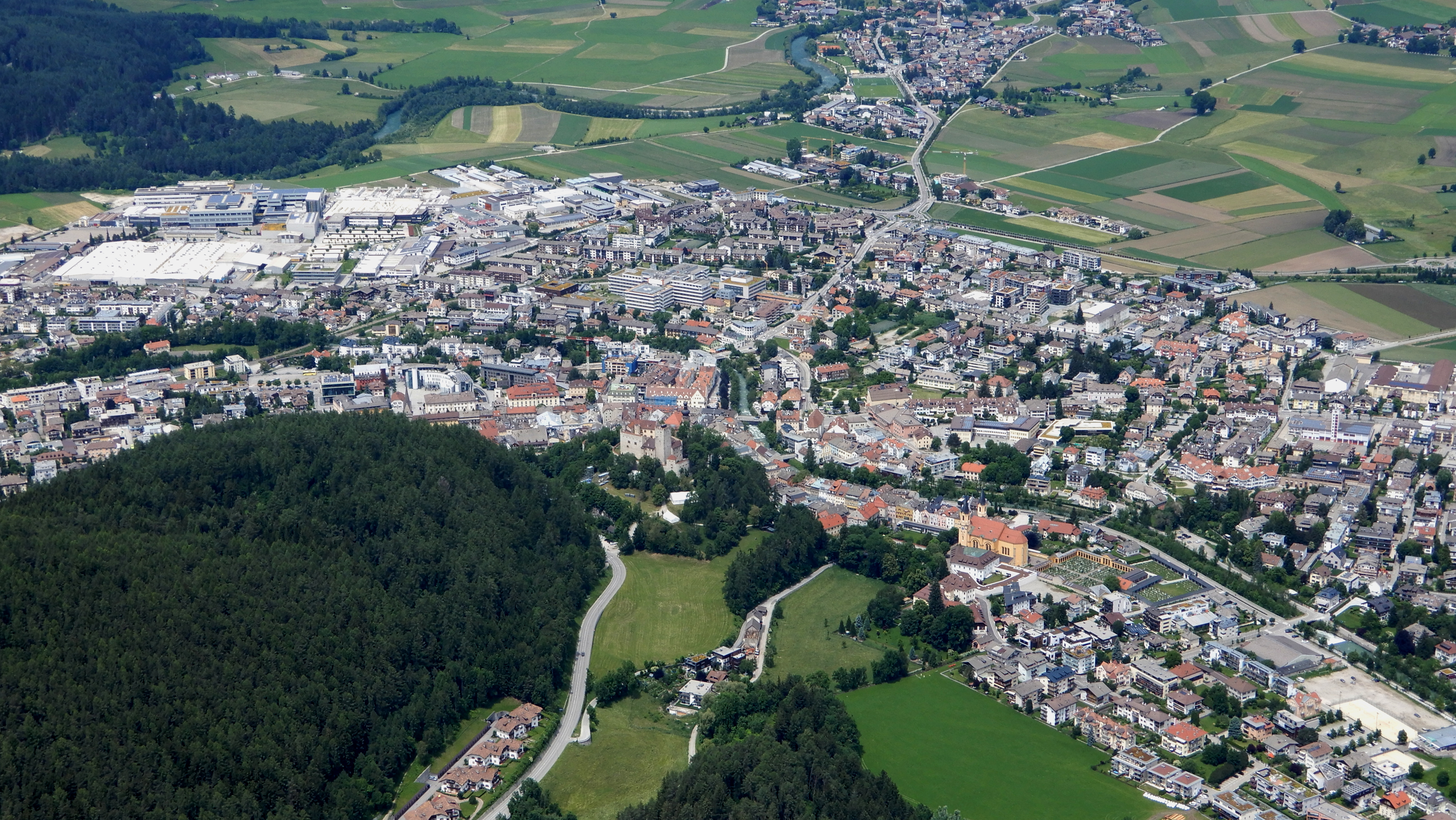
Bruneck, Luftaufnahme (2018)

## Geographie

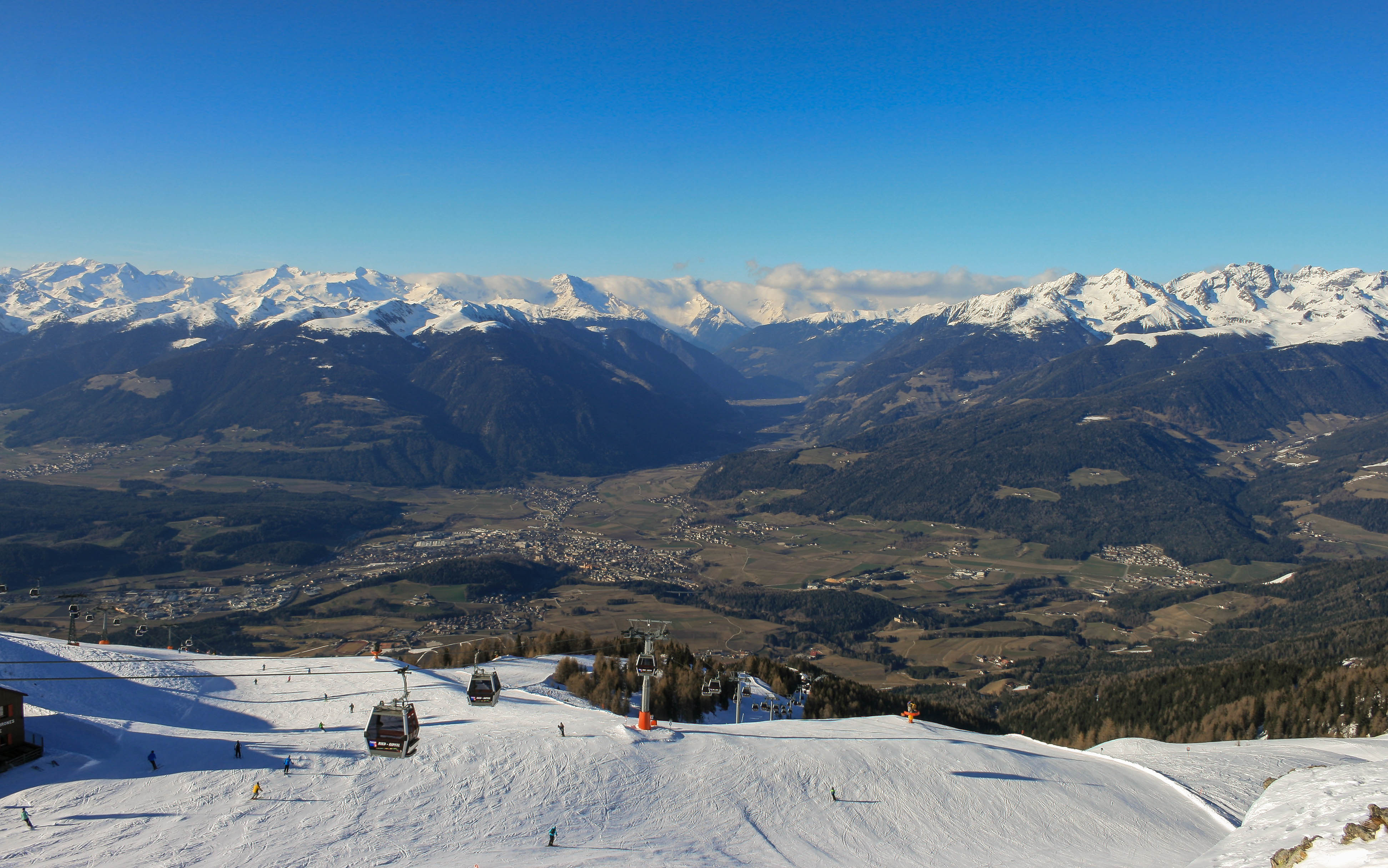
Bruneck vom Kronplatz gesehen, Blick in das Tauferer Tal

Das Stadtgebiet nimmt große Teile der sogenannten Brunecker Weitung ein. Hier münden das von Norden kommende Tauferer Tal und – leicht südwestlich versetzt – das von Süden kommende Gadertal in das in Ost-West-Richtung verlaufende Pustertal ein. Mitsamt seinen Fraktionen und Anteilen an den umliegenden Höhen umfasst das Gemeindegebiet eine Fläche von 45,07 km².
Ungefähr im Zentrum des Gemeindegebiets befindet sich am Fuße des Schlossbergs die Brunecker Altstadt (830–840 m s.l.m.), die von der Rienz in einer Nordschleife umflossen wird. Nördlich und östlich – auf der anderen Flussseite – befinden sich jüngere Stadtviertel, direkt westlich schließt im Mündungsbereich zwischen der Rienz und der von Norden kommenden Ahr die Fraktion Stegen (810–830 m) an. Weiter flussabwärts in südwestlicher Richtung befindet sich die Nachbargemeinde St. Lorenzen.
Nördlich des Stadtzentrums liegt der Eingangsbereich des Tauferer Tals. Hier befinden sich die beiden Fraktionen St. Georgen (820–840 m) und Aufhofen (840–860 m). Nordwestlich über St. Georgen erreicht das Brunecker Gemeindegebiet mit einem Keil zwischen den Nachbargemeinden Gais (im Norden) und Pfalzen (im Westen) noch Höhen von über 2000 m. Hierbei handelt es sich um die südöstlichsten Ausläufer der Pfunderer Berge bzw. Zillertaler Alpen. Deutlich weniger weit hinauf reicht das Gemeindegebiet nordöstlich über Aufhofen in den bewaldeten Hängen der südwestlichsten Ausläufer der Rieserfernergruppe.
Im Nordosten der Brunecker Weitung liegt die Fraktion Dietenheim (850–920 m), im Osten nahe der Nachbargemeinde Percha Luns (950–990 m).
Südlich des Stadtzentrums steigt das Gelände zu einer Mittelgebirgsterrasse an, die die Fraktion Reischach (940–990 m) trägt. Dahinter erhebt sich der Kronplatz (2275 m), der nördlichste Gipfel der Pragser Dolomiten (einer Untergruppe der Dolomiten) und der höchste Punkt der Gemeinde.

## Geschichte

### Etymologie
Der Name Bruneck ist sehr wahrscheinlich auf den Gründer der Stadt, den Brixener Fürstbischof Bruno von Kirchberg zurückzuführen. Zwar gibt es keine offizielle Gründungsurkunde, doch ebenso wenig existiert in der Umgebung ein Flurname oder ein sonstiger Hinweis, der auf Bruneck führen könnte. Die Schreibung des Namens variierte in den ersten Jahrhunderten der Stadtgeschichte erheblich; bekannte Schreibungen sind Bruneke (1256), Braunek (1295), Praunnekk (1305), Praunegk (1400) und Brauneggen (15.–18. Jahrhundert); die heutige Schreibweise Bruneck setzte sich im 19. Jahrhundert durch. Allen Schreibungen ist gemein, dass sie auf den Personennamen Bruno mit Suffix -eck hinweisen. Bruneck ist damit die einzige Stadt Südtirols, die nach ihrem Gründer benannt ist.

### Erste Besiedelung
Der älteste dauerbesiedelte Stadtteil Brunecks ist der Stadtteil Ragen. Der Name lässt eine Gründung in der jüngeren Eisenzeit vermuten. Er könnte möglicherweise auf ein rätisches *Ragi-na mit der Bedeutung „Besitz eines Mannes namens Ragi“ zurückgehen. Erstmals urkundlich erwähnt wird die Siedlung (damals Ragowa) im 10. Jh. n. Chr., als eine Edelfrau sie dem Bischof Albuin von Brixen übergab. Ragen bestand damals aus mehreren Meierhöfen mit einer Mühle und einer kleinen Kirche. Einer dieser Höfe wurde durch den Bischof zu einem Küchenmeierhof umfunktioniert; er ist heute unter dem Namen Ragenhaus bekannt. Die Mühle ist die ebenfalls heute noch stehende Hannesmühle in der Mühlgasse 4. In Ragen entstanden im Hochmittelalter auch Brunecks adlige Ansitze (Ansitz Sternbach, Ansitz Teißegg, Ansitz Vintler, Ansitz Ansiedel). Die ersten Häuser außerhalb von Ragen wurden im 12. Jh. in der Stadtgasse (Stadtgasse Nr. 13) und am Graben (Graben Nr. 6) gebaut. Auf dem heutigen Schlossberg, der Wartberg hieß, befand sich eine Warte.
Ansonsten war das Stadtgebiet vor der Errichtung von Schloss Bruneck noch relativ unbewohnt. Die Rienz war noch nicht reguliert und im Talkessel stand ein weitläufiger Auwald. In der Umgebung waren vorher schon Siedlungen gegründet worden, wie etwa durch die Kelten (Stamm der Saevaten) auf dem Gebiet der heutigen Gemeinde St. Lorenzen oder durch die Bajuwaren, welche ab dem 6./7. Jh. n. Chr. das Pustertal besiedelten (Dietenheim, Uttenheim, Issing, Fassing, Aufhofen, Percha, u. v. m.).
Der bischöfliche Verwaltungssitz war vor der Errichtung des Schlosses in Aufhofen.

### Mittelalter

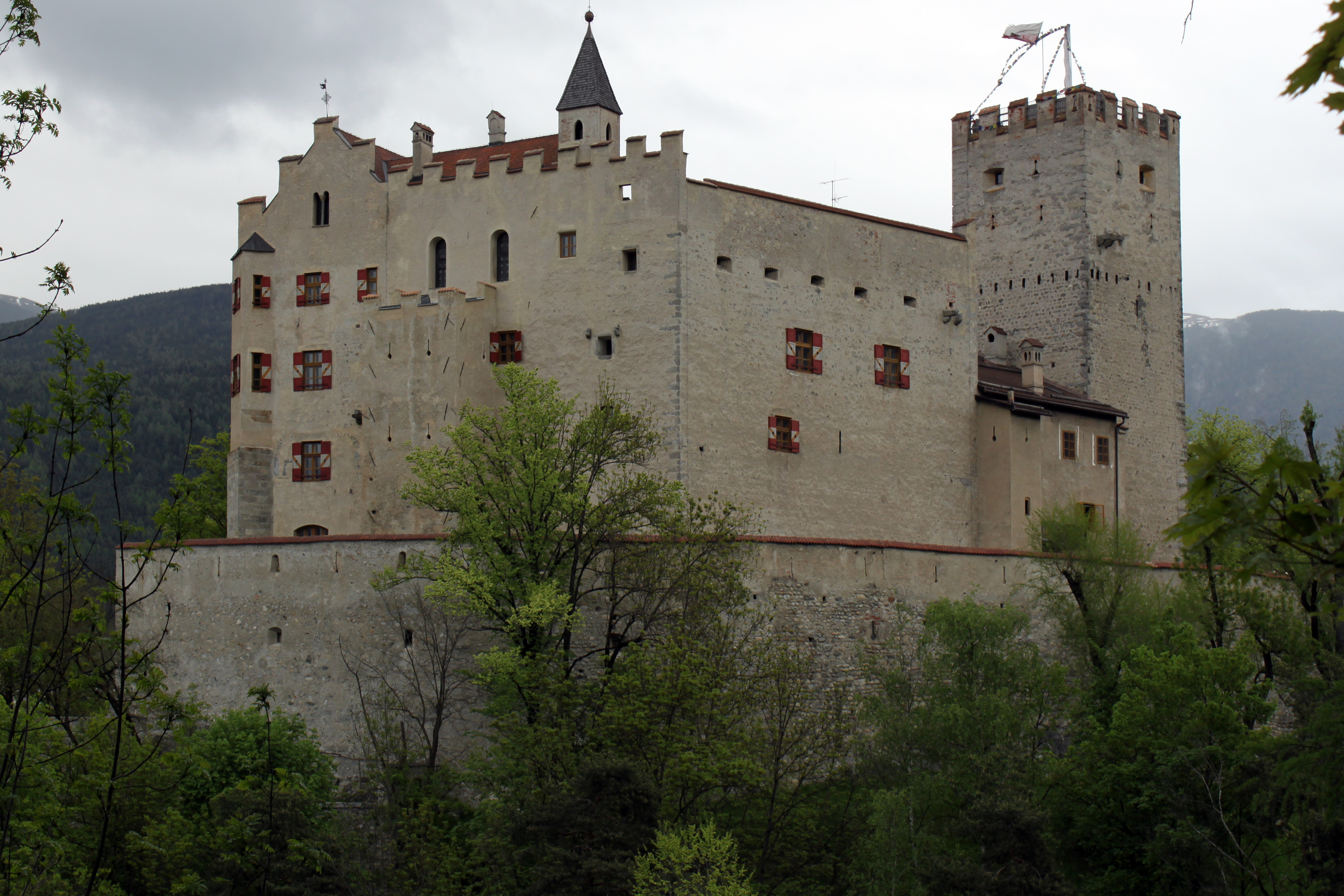
Das 1276 erstmals urkundlich erwähnte Schloss Bruneck überragt die Stadt

Bruneck wurde durch den Brixner Bischof Bruno von Kirchberg (Amtszeit 1250–1288) gegründet, worauf vermutlich der Name der Siedlung zurückzuführen ist, und am 23. Februar 1256 erstmals urkundlich erwähnt, als der Bischof eine Urkunde für das Kloster Wilten bei Innsbruck ausstellte. Er war es auch, der das Wahrzeichen der Stadt, Schloss Bruneck, erbauen ließ. Die Stadt selbst wurde in der zweiten Hälfte des 13. Jahrhunderts gegründet und nach Brunos Tod 1288 von seinen Nachfolgern vollendet, ohne dass sich ihre Entwicklung genau verfolgen ließe. 1305 bot Bischof Johannes (Sax) von Brixen den Bürgern von Bruneck Steuererleichterung für den Fall an, dass sie sich bereit erklärten, den von Bischof Bruno begonnenen Bau der Ringmauer um die Stadt fertigzustellen. Bruneck hat demnach seit mindestens 1288 als Stadt bestanden.
Damals bestand die Stadt aus zwei Häuserreihen, die eine schmale Gasse als Straßenmarktanlage bildeten und östlich vom präurbanen Altsiedelort Ragen abgeschlossen wurden – ebendort ist 1293 auch eine Niederlassung der Dominikaner bezeugt (apud Brunekum in loco de Ragen in domo fratrum predicatorum). Erst 1336 wurden unter Bischof Albert I. von Enn die Stadtmauern und der Stadtgraben vollendet. Bald danach wurden außerhalb des östlichen Tores weitere Häuserreihen gebaut, die zur kleinen Frauenkirche (der heutigen „Pfarrkirche Mariä Himmelfahrt“) führten. Die erste Kirche innerhalb der Stadtmauern (zunächst nur eine kleine Kapelle) wurde vom Brunecker Bürger Niklas Stuck unterhalb des Schlosses „am Rain“ errichtet, die heutige Rainkirche. Heinrich von Stuck, der Bruder von Niklas, stiftete 1358 das Heilig-Geist-Spital, das in den folgenden Jahren erbaut wurde. 1430 ist in Bruneck eine Gemeinschaft von Beginen bezeugt.
Der bischöfliche Verwaltungssitz wurde von Aufhofen nach Bruneck verlegt. Als Vertreter des Bischofs amtete ein so genannter Schlosshauptmann auf der Burg. Schon bald erhielt die Stadt die Freiheit des Wochenmarktes (1370) und die Hohe Gerichtsbarkeit von Kaiser Karl IV. (1371).

### Neuzeit

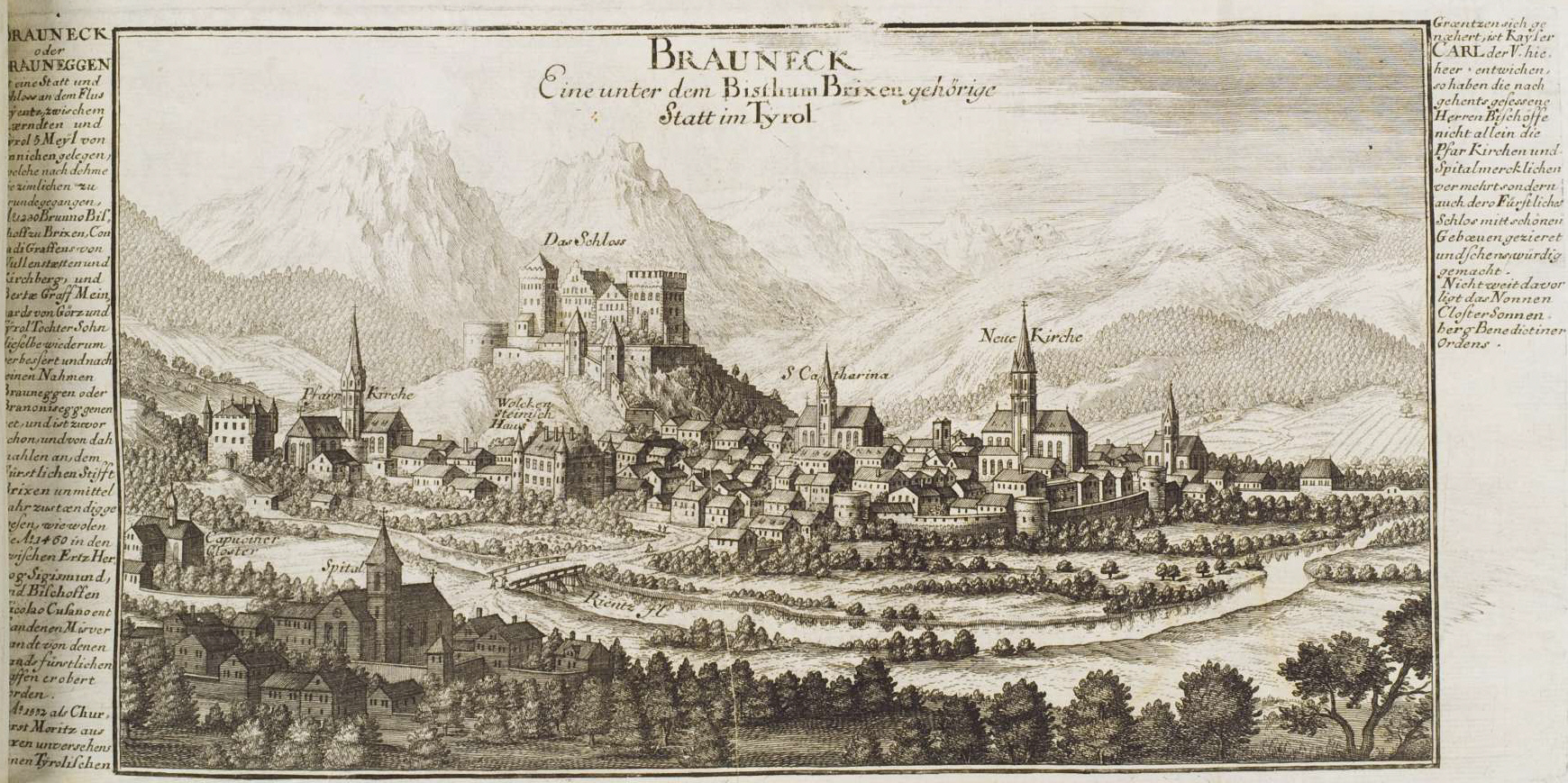
Darstellung Brunecks um 1700

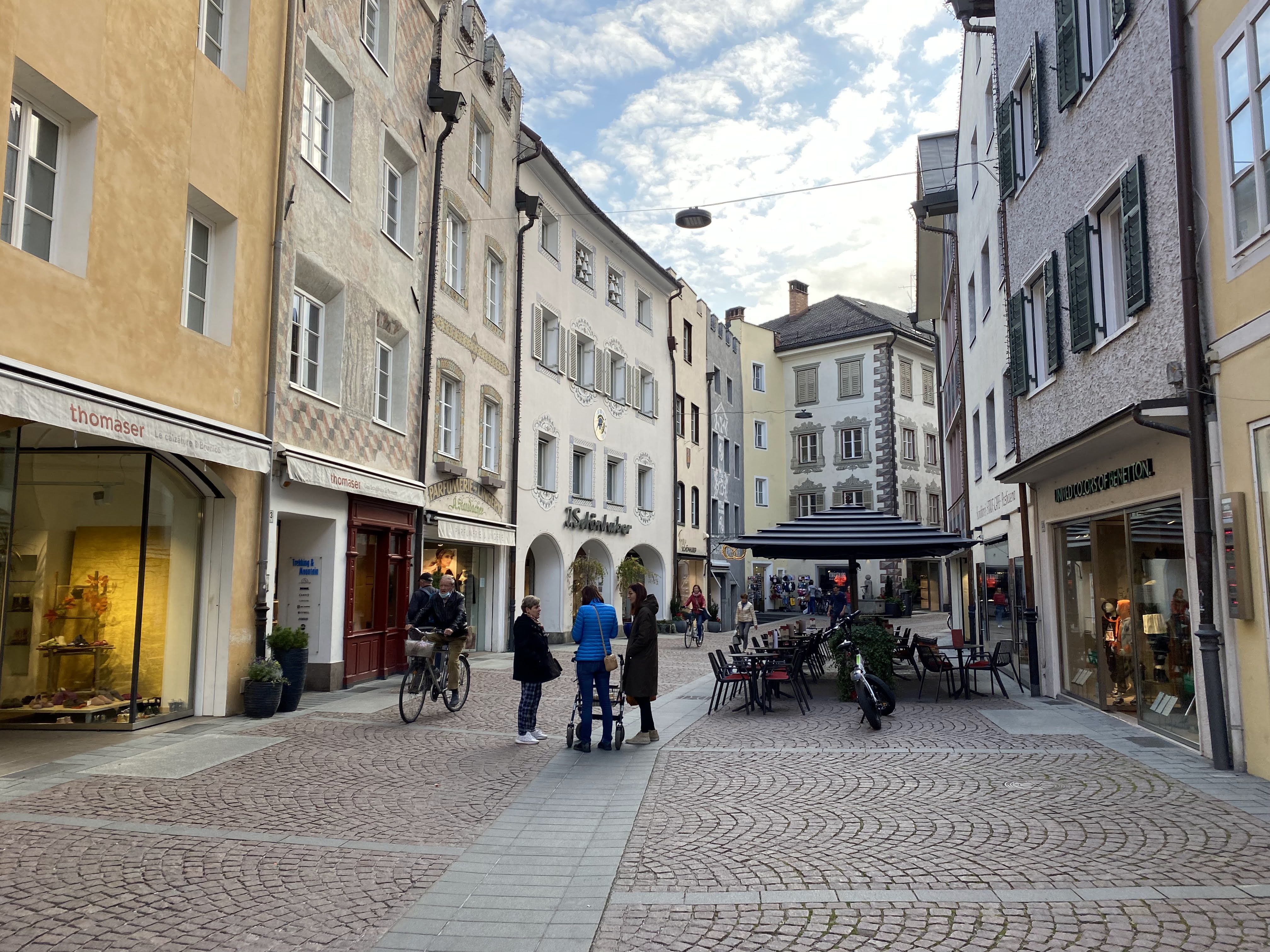
Brunecker Stadtgasse im Jahr 2021

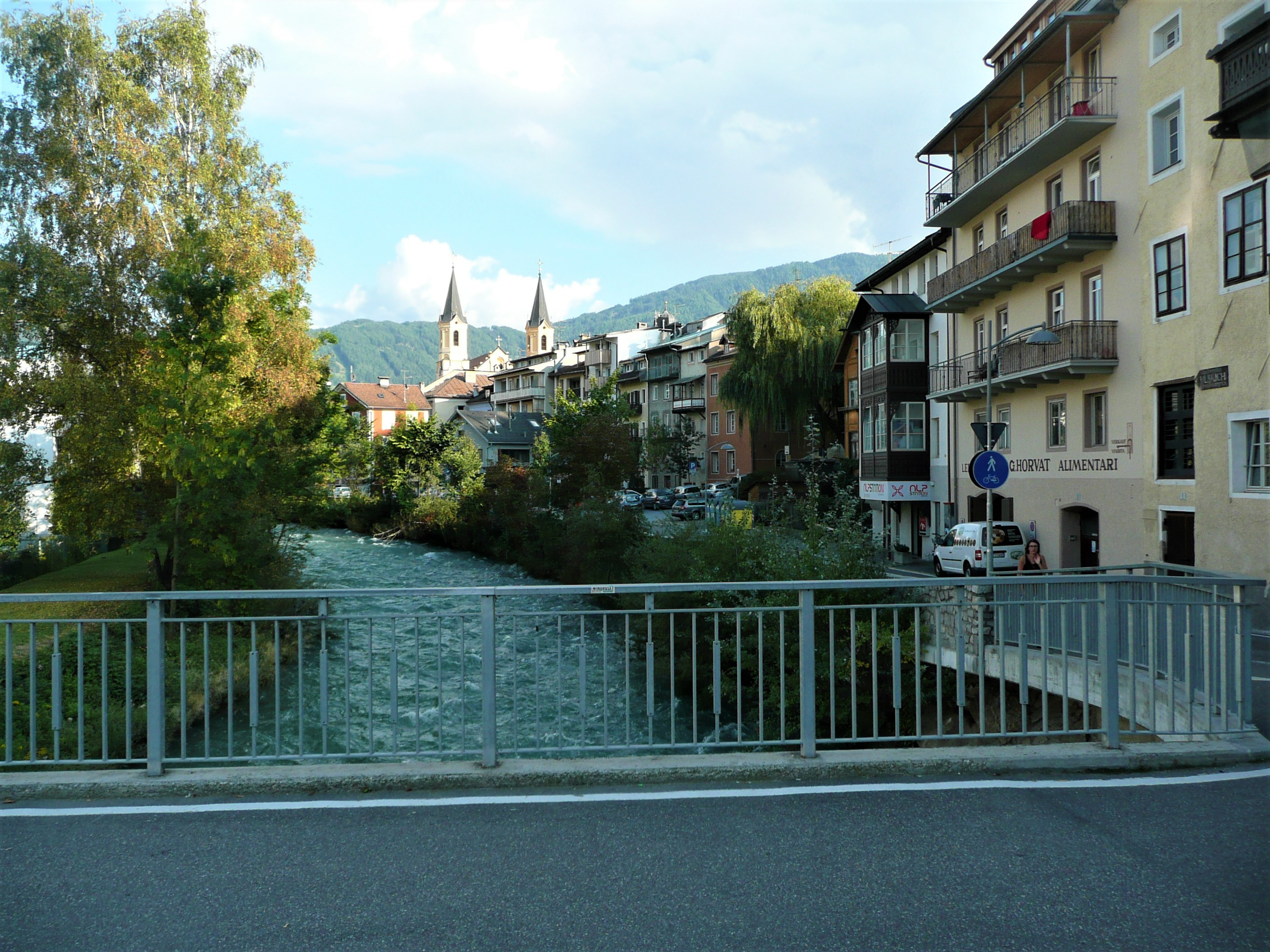
Bruneck wird von der Rienz durchflossen.

Im 14. und 15. Jahrhundert gab es regen Handel von Augsburg nach Venedig. Ein Teil der gehandelten Waren wurde durch das Pustertal geführt und in Bruneck auf dem Ballplatz oft für längere Zeit gelagert. Dadurch erlangte die Stadt bald Wohlstand und Bekanntheit. In dieser Zeit entstand auch die Pustertaler Malschule, zu deren Gründern der Maler Hans von Bruneck gehörte. In dieser Schule lernten Michael Pacher und Friedrich Pacher. Die Werkstätte Michael Pachers in Bruneck wurde zu einer der berühmtesten Einrichtungen des gesamten Alpenraums. Daher ist Bruneck auch als Michael-Pacher-Stadt bekannt. Im Jahre 1500 wurde das Pustertal aufgrund eines Erbvertrages zwischen dem Hause Habsburg und den Grafen von Görz-Tirol wieder mit dem Land Tirol vereint; die Stadt Bruneck blieb weiterhin bischöflicher Besitz.
1610 wurde die Stadt Bruneck, die bisher der Pfarre St. Lorenzen unterstand, eine eigene Pfarrei. Als erster Pfarrer scheint 1613 Johann Herlin auf. Im Jahre 1626 kam der Orden der Kapuziner nach Bruneck. Die Patres erbauten am „Spitalangerle“ ein Kloster mit Kirche, welche heute noch existieren.
Am 11. April des Jahres 1723 kam es zum schwersten Brand der Stadtgeschichte. Im Oberragen, unweit der Pfarrkirche, brach ein Feuer aus, das sich durch den starken Ostwind bald über einen Großteil der Stadt verbreitete und diese weitgehend vernichtete. 1741 wurde ein weiteres Kloster errichtet – diesmal vom Orden der Ursulinen.
Das von Napoleon und seinen Verbündeten schwer geschlagene Österreich musste 1805 im Frieden von Pressburg seine Gefürstete Grafschaft Tirol an das mit Napoleon verbündete Bayern abtreten. In der Folge wurde im Verlauf der Verwaltungsneugliederung Bayerns das Landgericht Bruneck errichtet. Dieses wurde nach der Gründung des Königreichs Bayern dem Eisackkreis zugeschlagen, dessen Hauptstadt Brixen war. 1810 wurde das Landgericht dem Innkreis mit der Hauptstadt Innsbruck zugeschlagen. 1814 wurde der Innkreis von Bayern an Österreich abgegeben. Während der lange andauernden Napoleonischen Kriege erlitt die Stadt zwar keinen materiellen Schaden, kam aber als Marschstation und wegen der jahrelangen Einquartierung und Versorgung von Soldaten und Schützen in schwere Schulden, an denen sie jahrzehntelang zu tragen hatte.
Die Pfarrkirche Bruneck in Oberragen wurde 1850 nach den Plänen der k.k. Baudirektion in Wien unter der Leitung von Hermann von Bergmann (1816–1886) in historistisch-neuromanischen Stilformen an Stelle eines ins Spätmittelalter zurückreichenden, beim Stadtbrand stark beschädigten Vorgängerbaus errichtet.
1870 wurde ein Stadtverschönerungsverein begründet, um die touristische Erschließung Brunecks mittels Anlage von Spazierwegen und Promenaden zu fördern.

### 20. Jahrhundert

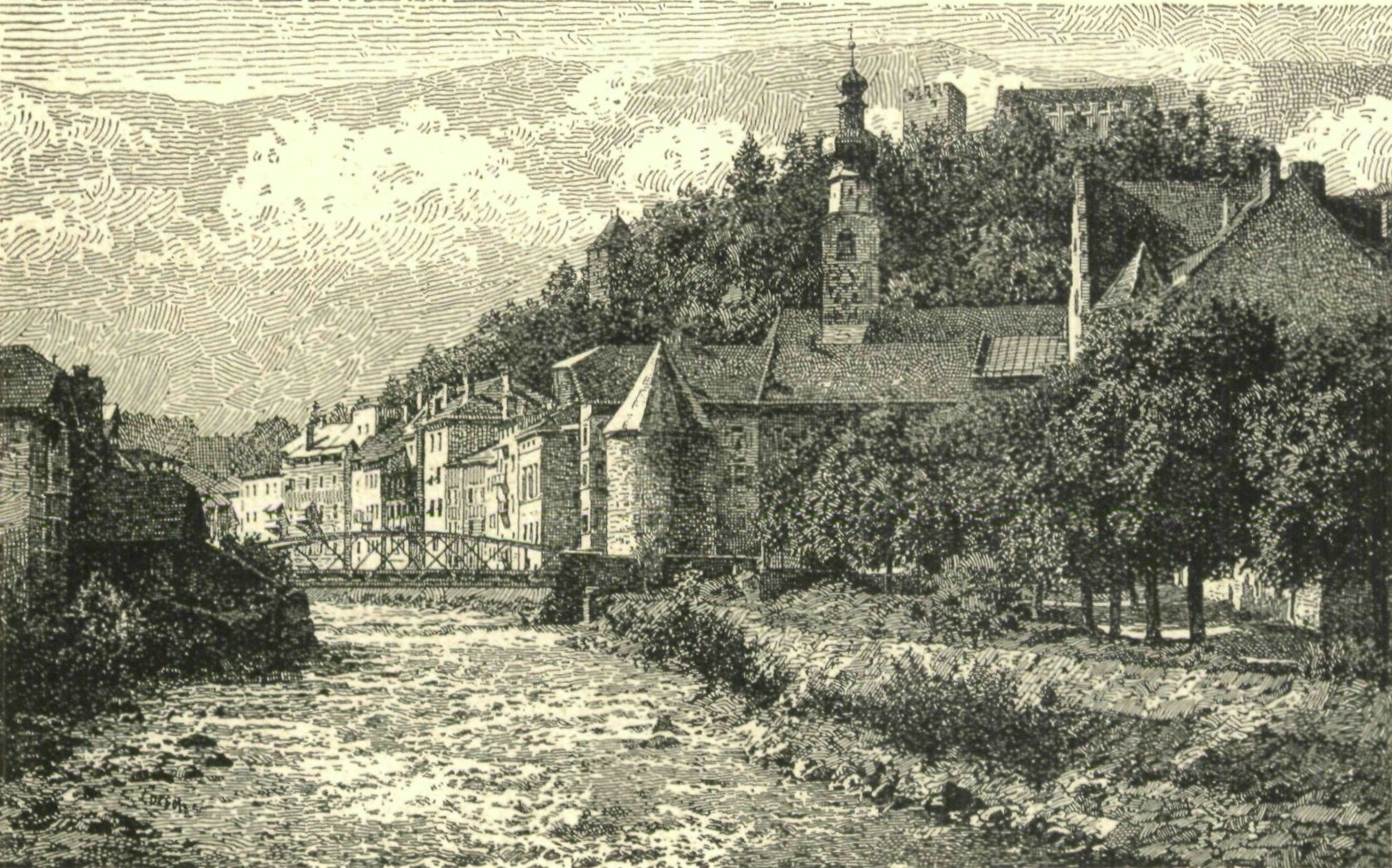
Ernst Loesch, Bruneck mit der Rienzbrücke, 1923

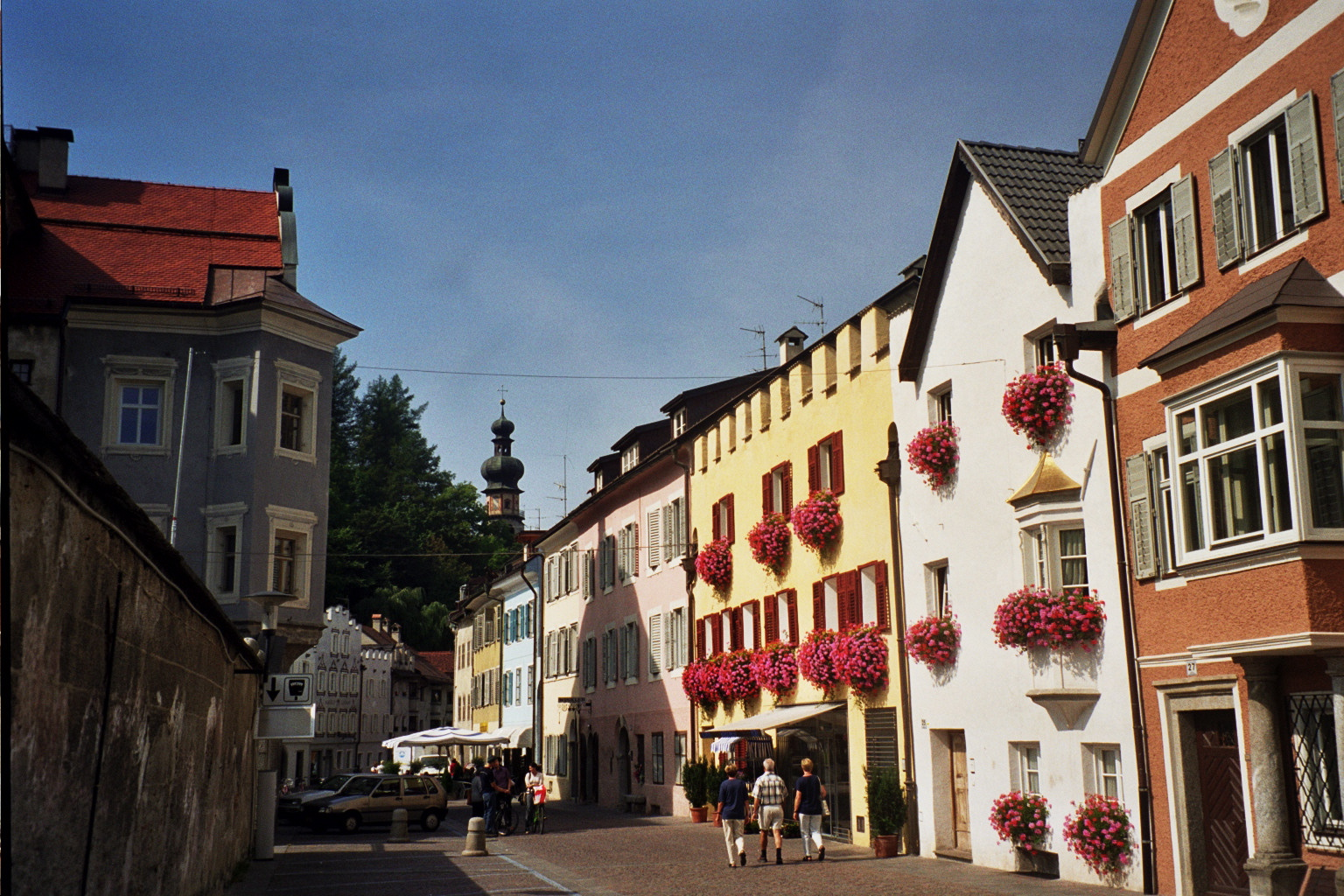
Stadtteil Oberragen mit Rainkirche im Hintergrund, 2000

Im Ersten Weltkrieg (in Bruneck waren am 1. August 1914 der Stab/1. u. 3. Bataillon des Böhmischen Infanterie Regiments Nr. 36 untergebracht) wurde die Stadt trotz ihrer Nähe zur Front von Kriegszerstörungen verschont. 1928 erhielt die Gemeindeausdehnung ihren heutigen Umfang: Damals wurden die bis dato eigenständigen Reischach, St. Georgen, Dietenheim und Aufhofen eingemeindet sowie das bis dahin zu St. Lorenzen gehörende Stegen eingegliedert.
1938 stellte die faschistische italienische Regierung am Kapuzinerplatz ein Monument zu Ehren der im Abessinienkrieg eingesetzten 5. Alpinidivision „Pusteria“ auf. Dieses bis heute – auch wegen italienischer Kriegsverbrechen in Äthiopien – umstrittene Denkmal war mehrfach das Ziel von Sprengstoffanschlägen und Farbattacken. Von der im Südtiroler Volksmund Kapuziner-Wastl genannten Statue ist nach dem wiederholten Wiederaufbau nur noch ein Torso auf einem großen Steinsockel erhalten. Der Zweite Weltkrieg brachte durch Bomben einigen Schaden an Mensch und Haus.

### Demographie
| Jahr | Einwohner |
| ---- | --------- |
| 1835 | 01580     |
| 1850 | 01800     |
| 1870 | 01878     |
| 1900 | 02565     |
| 1931 | 05579     |
| 1951 | 06871     |
| 1961 | 08631     |
| 1971 | 10133     |
| 1981 | 11556     |
| 1991 | 12624     |
| 2001 | 13608     |
| 2011 | 15397     |

Bruneck ist gemäß den seit 1981 erhobenen Sprachgruppenzugehörigkeitserklärungen bzw. Sprachgruppenzuordnungserklärungen eine mehrheitlich deutschsprachige Gemeinde, wobei als Berechnungsgrundlage dieser Prozentwerte allein die gültigen Erklärungen von Personen mit italienischer Staatsbürgerschaft herangezogen wurden.
| Sprache     | 1900    | 1971    | 1981    | 1991    | 2001    | 2011    | 2024    |
| ----------- | ------- | ------- | ------- | ------- | ------- | ------- | ------- |
| Deutsch     | 97,41 % | 76,84 % | 81,61 % | 81,59 % | 83,14 % | 82,47 % | 78,71 % |
| Italienisch | 2,59 %  | 21,60 % | 16,23 % | 16,07 % | 14,91 % | 15,24 % | 19,31 % |
| Ladinisch   |         | 1,56 %  | 2,16 %  | 2,35 %  | 1,95 %  | 2,29 %  | 1,98 %  |

## Politik

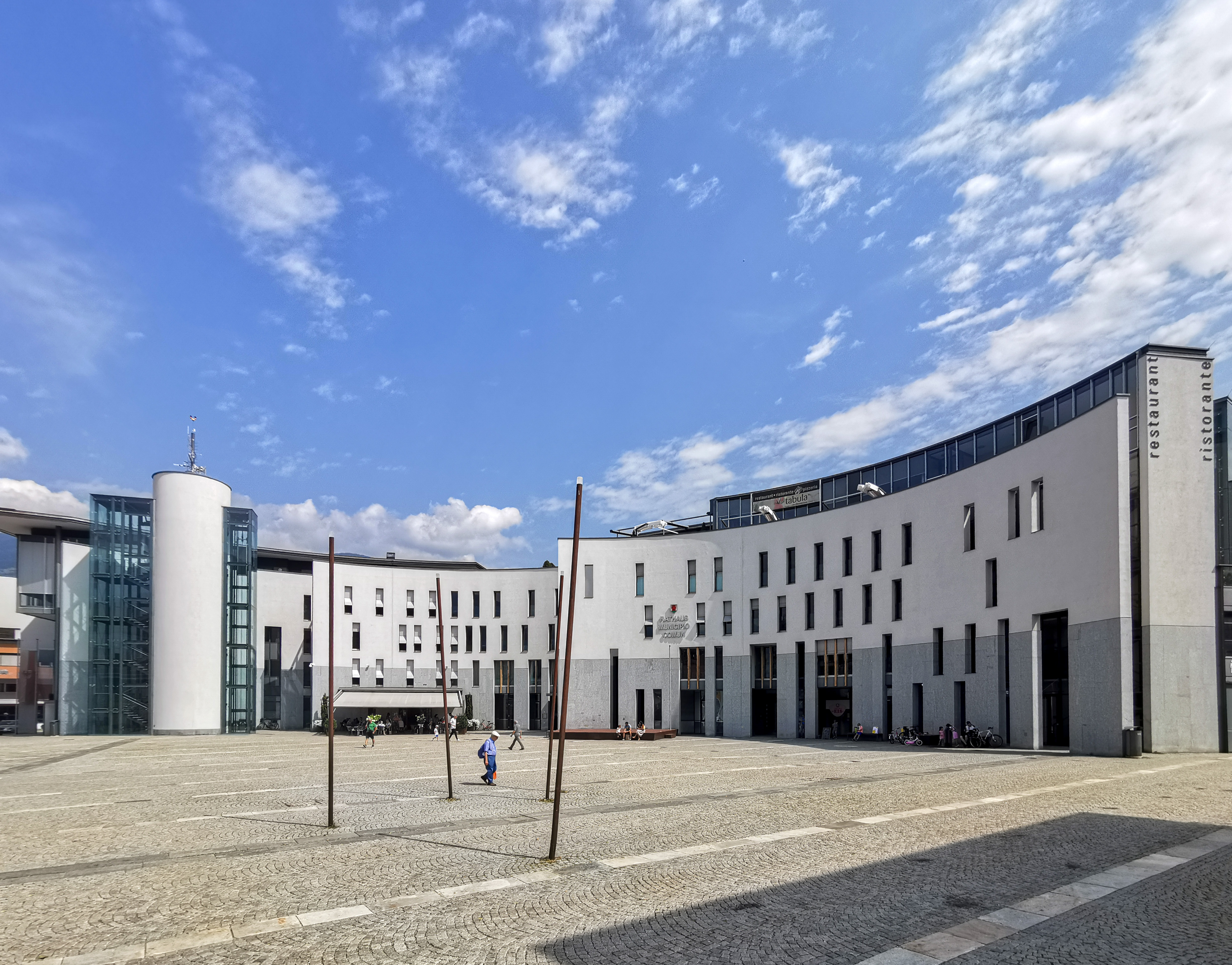
Rathaus von Bruneck

### Gemeindevertretung
Der Brunecker Gemeinderat besteht aus 27 Räten inklusive Bürgermeister und Vizebürgermeister. Bei den Kommunalwahlen im Jahr 2025 konnte die Südtiroler Volkspartei ihre seit 1952 bestehende Mandatsmehrheit mit 14 Sitzen verteidigen. Stärkste Oppositionsfraktion im Rat ist Verdi Grüne Vërc mit 5 Mandaten vor Team K mit 3.

### Bürgermeister
Bürgermeister seit 1952:
- Hans Ghedina: 1952–1969
- Adolf Unterpertinger: 1969–1974
- Josef Gasteiger: 1974–1974
- Haymo von Grebmer: 1974–1990
- Günther Adang: 1990–2000
- Christian Tschurtschenthaler: 2000–2013
- Roland Griessmair: 2014–2025
- Bruno Wolf: seit 2025

### Gemeindewappen

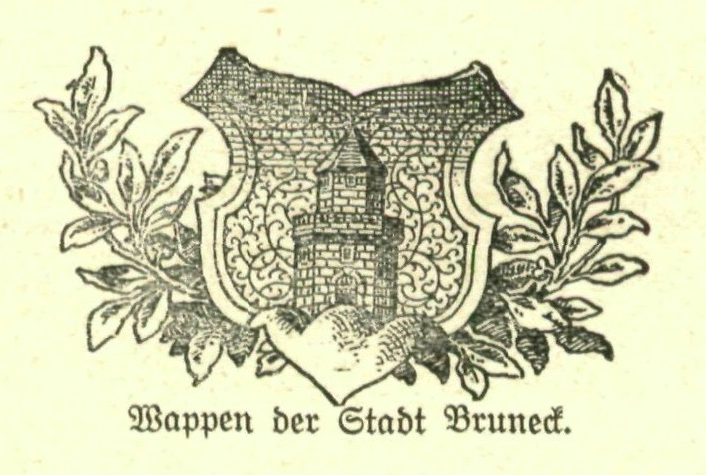
Das Brunecker Stadtwappen in einer Darstellung von 1923

Das Wappen beruht auf dem Stadtsiegel, welches seit 1536 nachgewiesen werden kann. Das Wappen zeigt in silber-weißem Schild auf grünem Dreiberg einen roten gezinnten Torturm mit aufgezogenem silber-weißem Fallgitter vor schwarzem Innenraum sowie mit einem schmäleren, ebenfalls gezinnten, roten Obergeschoss. Die erste farbige Darstellung findet sich in einer Wappenhandschrift von ca. 1504 bis 1528 des Tiroler Landesmuseums Ferdinandeum. Mittels königlich-italienischer Regierungserklärung vom 11. September 1931 wurde das Brunecker Stadtwappen in das Register der Consulta Araldica eingetragen.

### Städtepartnerschaften
- Brignoles (Frankreich), seit 1959
- Groß-Gerau (Deutschland), seit 1959
- Tielt (Belgien), seit 1959
- Szamotuły (Polen), seit 1997

## Infrastruktur

### Gesundheitswesen
Als zentraler Hauptort des Pustertals ist Bruneck auch der Standort eines Krankenhauses des Südtiroler Sanitätsbetriebs. Errichtet in vier Baulosen von 1977, 1980, 1988 und in den 1990er Jahren, ersetzt es einen Vorgängerbau von 1943 und befindet sich in Zentrumsnähe zwischen Rienz und Bahntrasse nahe der Straße in das Tauferer Tal.

### Verkehr
Bruneck ist verkehrstechnisch in erster Linie durch die SS 49 und die Pustertalbahn (Bahnhof Bruneck und Haltestelle Bruneck Nord) erschlossen. Durch seine Lage im Pustertal an der Einmündung des Tauferer Tals, in das hier die SS 621 abzweigt, und des Gadertals ist die Stadt ein wichtiger lokaler Verkehrsknotenpunkt mit Busverbindungen in alle Himmelsrichtungen. Zudem befand sich hier bis 1957 der Ausgangspunkt der Tauferer Bahn. Als erste Gemeinde Südtirols verfügt Bruneck über einen geschlossenen Umfahrungsring für den Kraftverkehr, das letzte Teilstück wurde im Sommer 2008 eröffnet. Durch die mitten durch die Stadt führende Radroute 3 „Pustertal“ sowie die nordwärts abzweigende Radroute 5 „Tauferer Ahrntal“ ist Bruneck an das regionale Radwegnetz angeschlossen.

### Energie
Die Gemeinde Bruneck betreibt das größte Fernwärmeheizwerk Südtirols. Seit dem Jahr 2001 wurden 110 Kilometer Leitung verlegt und 95 % aller möglichen Abnehmer erreicht. Pro Jahr werden durchschnittlich 150.000 Schüttraummeter Biomasse verfeuert, was etwa 73 % der Gesamtwärme von 109 Mio. kWh entspricht. 13 % werden durch Methanverfeuerung erzeugt, vor allem um Verbrauchsspitzen abzudecken. 11 % werden durch Kraft-Wärme-Kopplung gewonnen, 2 % durch Biogasverbrennung (Mülldeponie) sowie 1 % über industrielle Wärmerückgewinnung (Abwärme der Sinteröfen von GKN). Im Herbst 2008 wurde zudem der mit 1,78 Mio. Litern Fassungsvermögen größte Fernwärmespeicher der Alpen installiert, um den Spitzenbedarf besser abzudecken.

## Wirtschaft

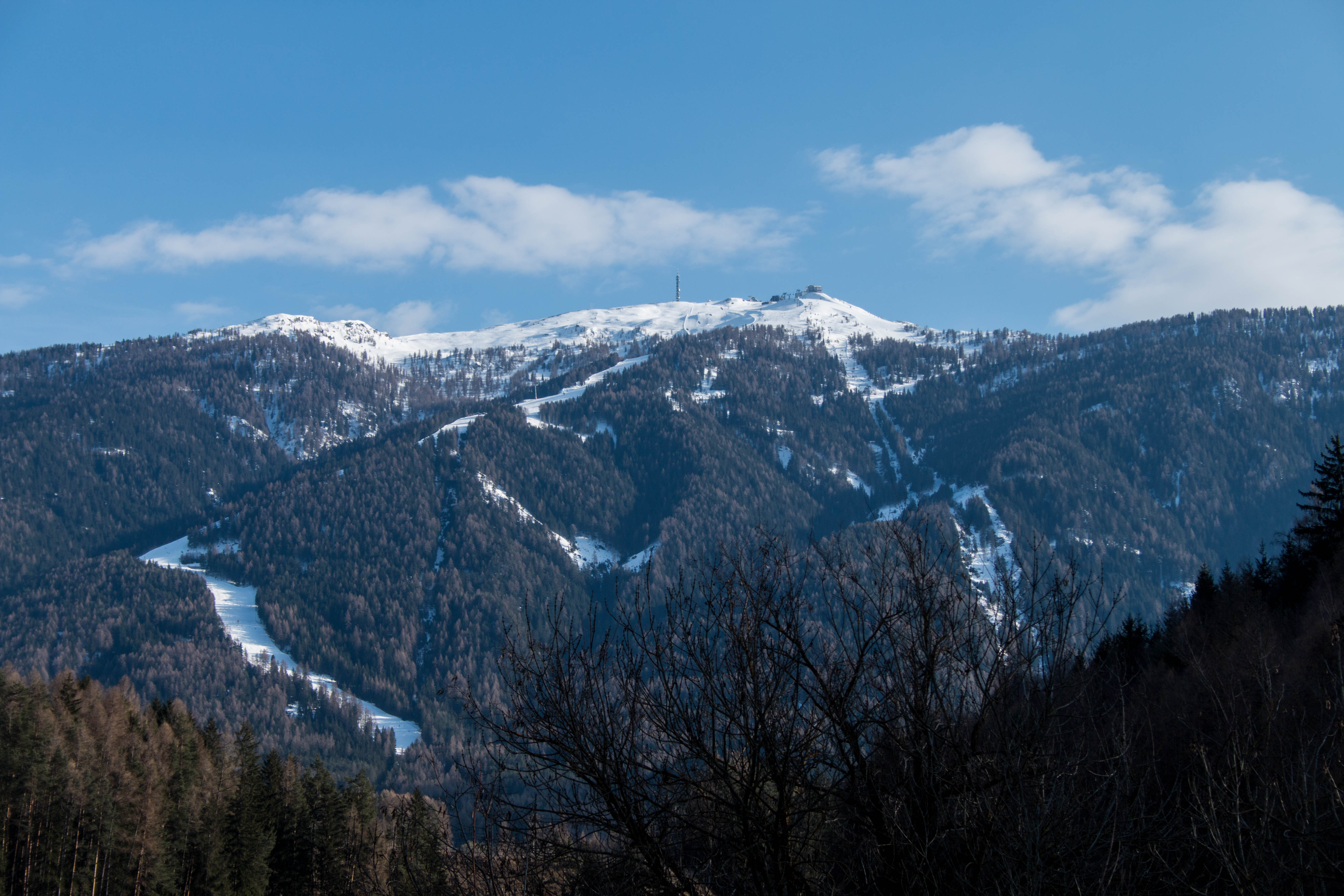
Der Kronplatz, Skizentrum und Hausberg Brunecks

Am 22. Oktober 2001, dem Tag der italienischen Volks- und Arbeitsstättenzählung, wies der Ballungsraum Bruneck 10.692 Beschäftigte in 1.678 Arbeitsstätten auf, womit er – gemessen an der Einwohnerzahl – zweitgrößter Arbeitgeber Südtirols ist. Fünf Unternehmen beschäftigen mehr als je 250 Personen, weitere 5 mehr als je 100. Ungefähr die Hälfte der Arbeitsplätze wird von Pendlern besetzt.
Durch die Errichtung von Industriearealen, Handwerksbetrieben und Kaufhäusern erfuhr die Stadt in der Nachkriegszeit einen beachtlichen Aufschwung und eine weitere Ausdehnung. Nicht zuletzt der Fremdenverkehr gab dem Ganzen in den 1960er-Jahren einen neuen Schub und führte dazu, dass zahlreiche neue Gastbetriebe und Freizeiteinrichtungen aller Art entstanden. Heute ist Bruneck vor allem durch die Industrie und das Dienstleistungsgewerbe geprägt. Rund um Bruneck befinden sich wichtige Tourismuszentren. Besonders erwähnenswert ist der Kronplatz mit zahlreichen Aufstiegshilfen und Sportmöglichkeiten das ganze Jahr über.
Seit 2005 gibt es in Bruneck wieder eine Brauerei (Rienzbräu).
Von besonderer Bedeutung ist im Brunecker Raum der Automotive-Bereich, den zahlreiche Betriebe bedienen. Um diese Branche zu fördern, hat der Technologiepark NOI Techpark Südtirol/Alto Adige 2020–2023 in Bruneck seine Außenstelle errichten lassen.

## Kultur

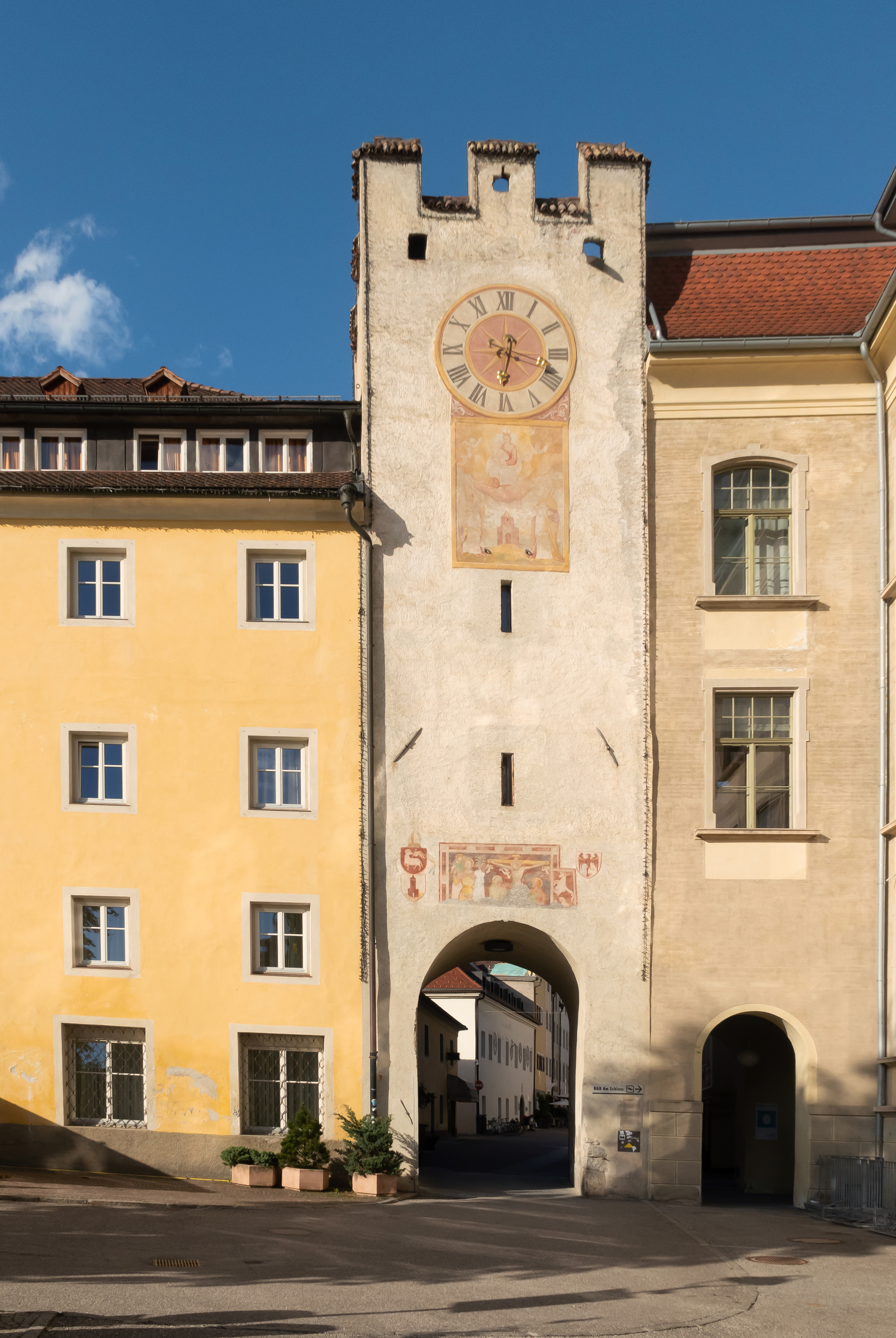
Das Ursulinentor

### Religion
- Pfarrkirche Maria Himmelfahrt
- Rainkirche
- Kapuzinerkirche Hl. Dreifaltigkeit
- Spitalkirche Hl. Geist
- Ursulinenkirche Hl. Erlöser
- Pfarrkirche St. Katharina (Aufhofen)
- Pfarrkirche St. Jakob (Dietenheim)
- Pfarrkirche St. Peter und Paul (Reischach)
- Hl. Lamprecht (Lamprechtsburg)
- Neue Pfarrkirche Hl. Dreifaltigkeit (St. Georgen)
- Alte Pfarrkirche Hl. Georg (St. Georgen)
- Pfarrkirche Hl. Nikolaus (Stegen)

### Schauspiel und Theater

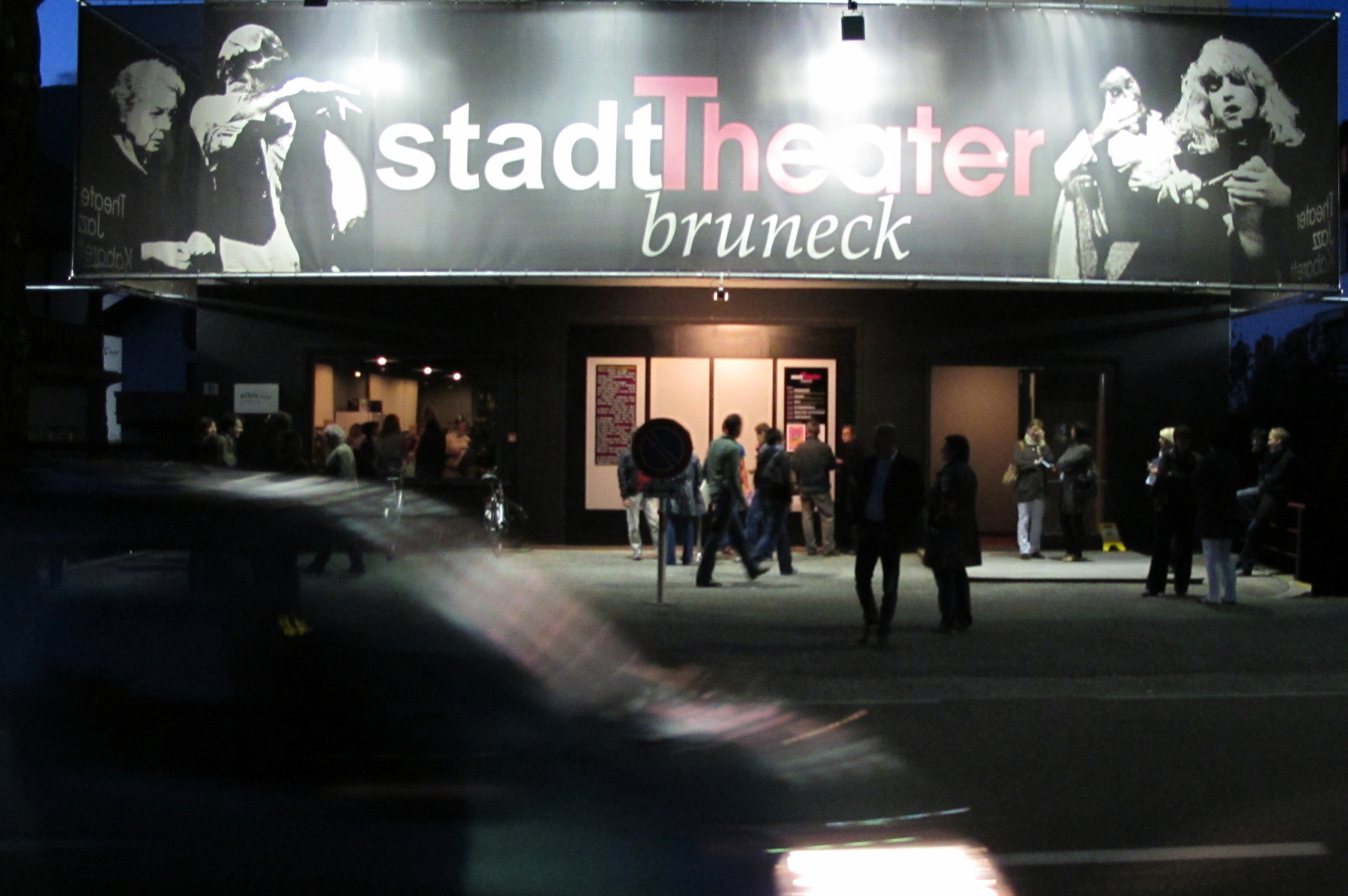
Stadttheater Bruneck

Bereits ab 1532 sind Passionsspiele bzw. eine Karfreitagsprozession bezeugt, die am Platz vor der Rainkirche aufgeführt wurden und bis in die Zeit des Josephinismus überlebten.
Einziges professionelles Theater ist das Stadttheater Bruneck, das im Jahr etwa acht bis zehn Theaterstücke selbst produziert, aber auch Gastspiele befreundeter Bühnen sowie Kindertheater und Kabarett zeigt. Jährlich werden an die 200 Aufführungen angeboten. Mehrere Amateurtheatergruppen wie das „Kleine Theater“, die Mariner Bühne Bruneck, die Kolpingbühne und die Theatergruppe des Jugendzentrums UFO spielen ein bis zweimal jährlich ein Stück. Im Stadttheater finden auch regelmäßig Jazzkonzerte statt, mit Interpreten wie Wolfgang Muthspiel, Dave Douglas, Marc Copland, David Liebman, Christian Muthspiel, Benjamin Schmid.

### Bildung

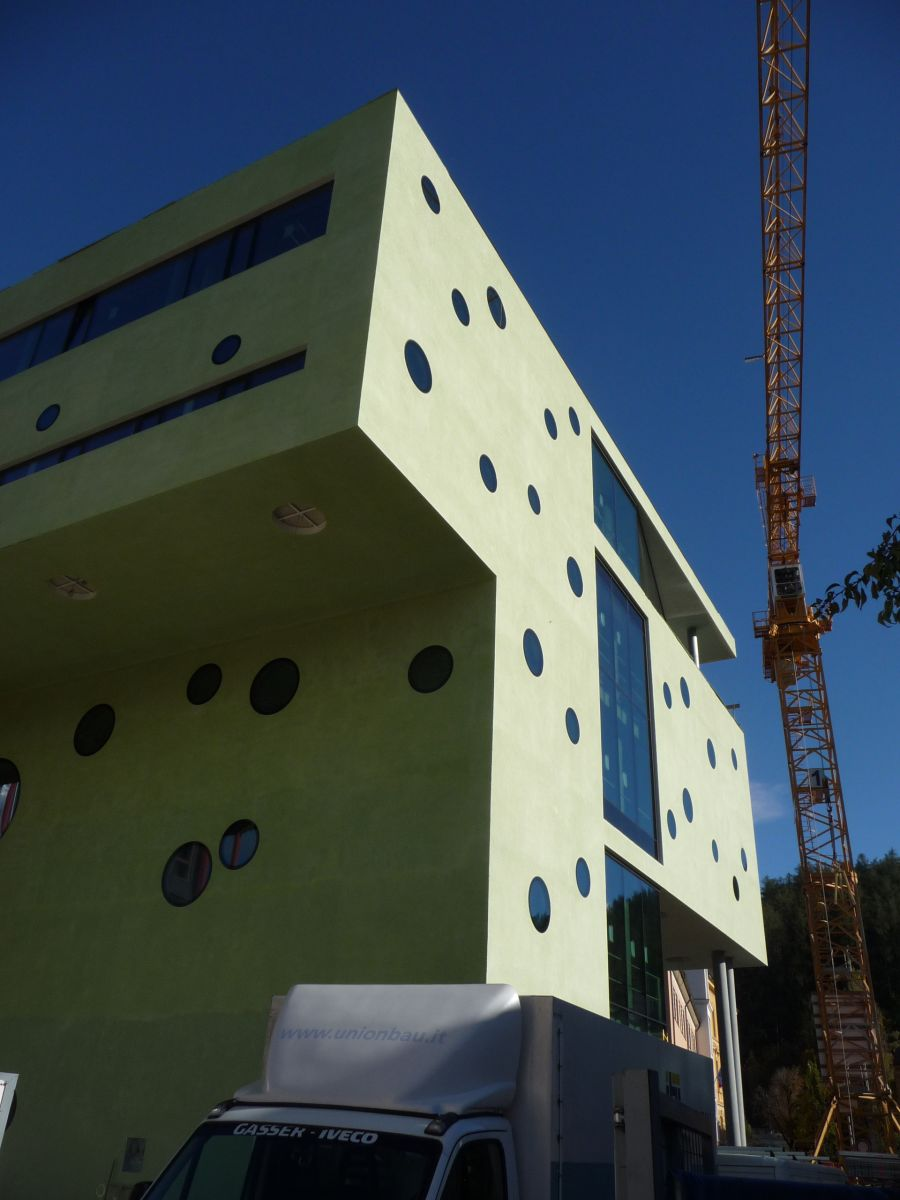
Stadt- und Universitätsbibliothek Bruneck

In der Gemeinde Bruneck gibt es zahlreiche Bildungseinrichtungen, die – wie in Südtirol üblich – im Bereich der öffentlichen Primar- und Sekundarstufen nach Sprachgruppen und Schulsprengeln aufgeschlüsselt sind.
Deutschsprachige Kindergärten und Schulen: In Bruneck mitsamt den umliegenden Fraktionen gibt es sieben deutschsprachige Kindergärten. Der Grundschulsprengel Bruneck umfasst die fünf Grundschulen „Josef Bachlechner“ im Stadtzentrum, in Dietenheim, in Reischach, in St. Georgen und in Stegen. Das Angebot an öffentlichen Mittelschulen differenziert nach Einrichtungen für Schüler aus Bruneck und aus den umliegenden Gemeinden: Die Mittelschule „Dr. Josef Röd“ (zusammen mit den Grundschulen in Gais und Percha als Schulsprengel Bruneck I verwaltet) bedient die Schüler aus der Stadt selbst, die Mittelschule „Karl Meusburger“ (zusammen mit den Grundschulen in Kiens, Pfalzen und St. Lorenzen als Schulsprengel Bruneck II verwaltet) hingegen die einpendelnden Schüler aus der Umgebung. Zudem besteht die private Mittelschule der Ursulinen.
Das Angebot an deutschsprachigen weiterführenden Schulen ist reich ausgestaltet: In Bruneck angesiedelt sind das Sprachen- und Realgymnasium „Nikolaus Cusanus“, das Sozialwissenschaftliche und Kunstgymnasium, eine Technologische Fachoberschule, eine Wirtschaftsfachoberschule, eine Landesberufschule mit angeschlossener Hotelfachschule, sowie die Fachschule für Hauswirtschaft und Ernährung „Mair am Hof“ in Dietenheim.
Italienischsprachige Kindergärten und Schulen: Bruneck ist der Sitz eines italienischsprachigen Kindergartens, der Grundschule „Galileo Galilei“, der Mittelschule „Don Milani“ und eines Oberschulzentrums, die gemeinsam in einem einzigen Schulsprengel zusammengeschlossen sind. Das mit drei Fachrichtungen ausgestattete Oberschulzentrum bietet die einzigen weiterführenden Schulen für die italienische Sprachgruppe im Pustertal.
Universität: Die dreisprachige Freie Universität Bozen besitzt einen Standort in Bruneck. Dort werden die beiden Laureatsstudiengänge Tourismusmanagement und Sport- und Eventmanagement angeboten, die beide der Fakultät für Wirtschaftswissenschaften zuzurechnen sind. Somit kann Bruneck auch als Universitätsstadt angesehen werden.
Bibliothek: Am 24. Oktober 2013 wurde die neue Stadtbibliothek Bruneck LibriKa eröffnet, die zugleich als Mittelpunktbibliothek für das Pustertal fungiert und in der auch eine Außenstelle der Universitätsbibliothek Bozen untergebracht ist.

### Museen
Das Stadtmuseum Bruneck präsentiert in seiner Dauerausstellung kunsthistorische Objekte. Das Südtiroler Landesmuseum für Volkskunde in Dietenheim bietet umfangreiche Sammlungen zur alpinen Volkskultur. Das Messner Mountain Museum Ripa auf Schloss Bruneck fokussiert sich auf verschiedene Bergvölker. Das Lumen auf dem Gipfel des Kronplatzes ist der Bergfotografie gewidmet.

### Medien
Die 14-täglich erscheinende Zeitschrift Pustertaler Zeitung stellt eine alternative Informationsquelle für Pustertal-bezogene Themen dar, während Radio Holiday als ältestes noch aktives Regionalradio in ganz Südtirol zu empfangen ist. Beide Medien sind im Besitz der Pustertaler Medien GmbH. Daneben gibt es mit Radio 2000 einen weiteren Radiosender.

## Sport

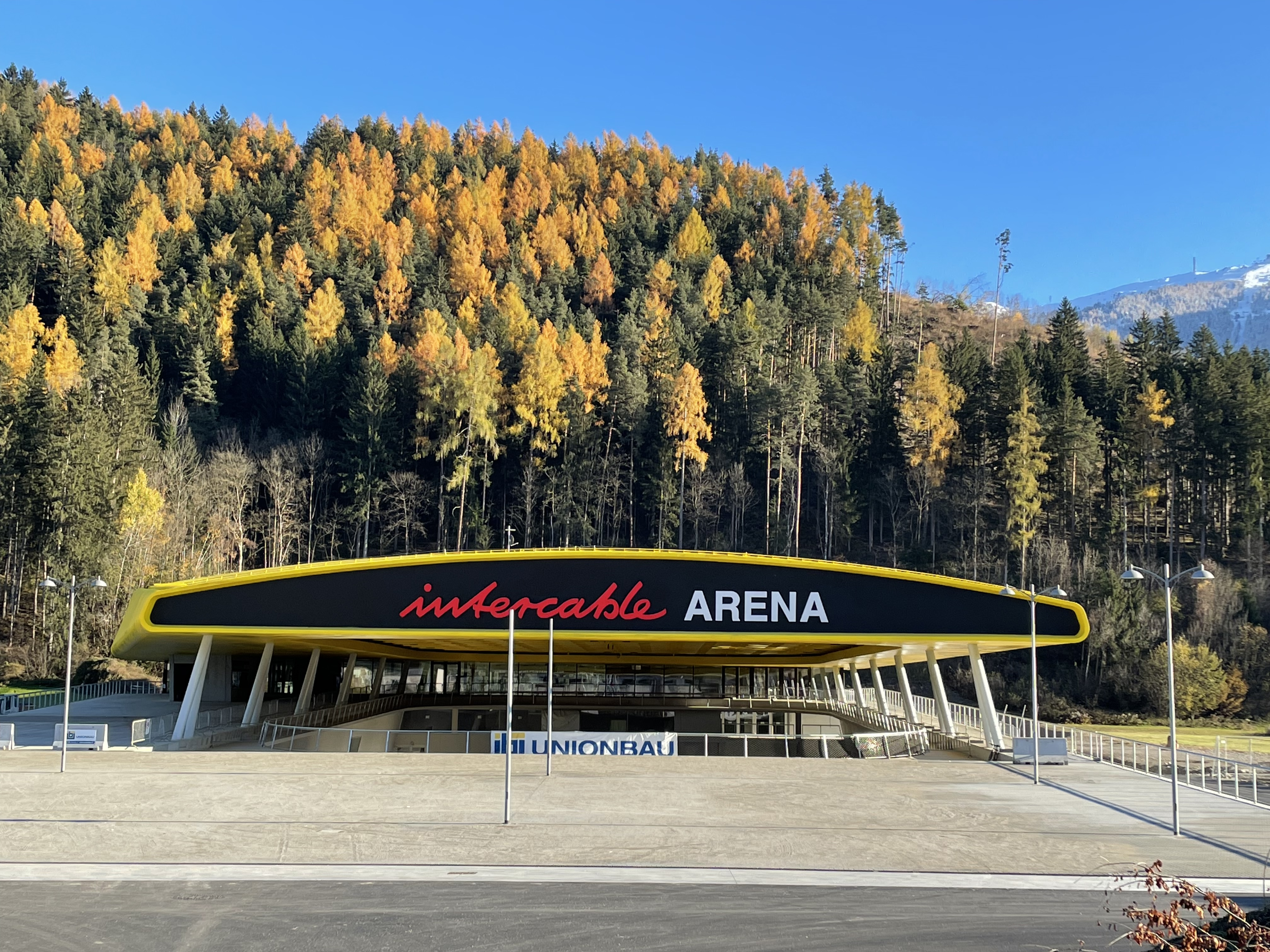
Intercable Arena, Brunecks Eishalle

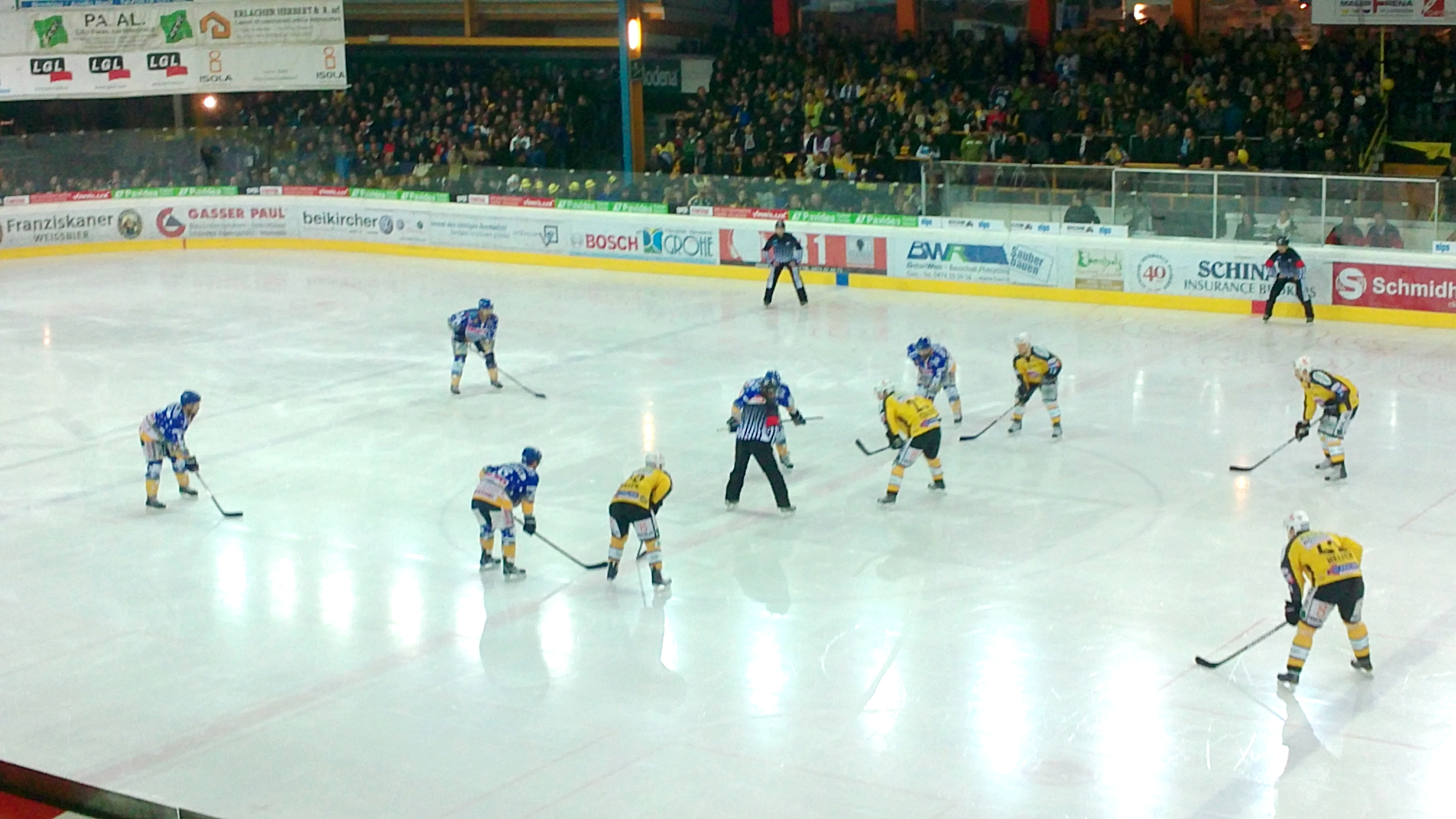
Finalspiel der italienischen Eishockeymeisterschaft 2010/11 im Eisstadion von Bruneck

In Bruneck gibt es zahlreiche Sportvereine, wobei sich mehrere dem Wintersport widmen. Traditionsreiche und erfolgreiche Vereine sind beispielsweise der HC Pustertal im Eishockey, der seine Spiele in der Intercable-Arena austrägt, und der ALV Kronspur im Langlauf.

## Söhne und Töchter der Stadt
aus Politik, Wirtschaft und Gesellschaft:
- Eduard von Grebmer zu Wolfsthurn (1821–1875), Bürgermeister von Bruneck, Tiroler Landeshauptmann
- Julius Perathoner (1849–1926), Abgeordneter zum österreichischen Reichsrat, langjähriger Bürgermeister der Stadt Bozen
- Paul von Sternbach (1869–1948), Abgeordneter zum Parlament des Regno d’Italia
- Gustav Kuprian (1897–1953), Führer des Republikanischen Schutzbundes in Tirol[39]
- Johann Neuhauser (1924–2003), Abgeordneter zum Südtiroler Landtag
- Carlo Cabigiosu (* 1939), General des italienischen Heeres
- Herbert Denicolò (1945–2018), Abgeordneter zum Südtiroler Landtag
- Florian Kronbichler (* 1951), Abgeordneter zur italienischen Abgeordnetenkammer
- Greti Schmid (* 1954), österreichische Regionalpolitikerin in Vorarlberg
- Georg Kofler (* 1957), ehemaliger Vorstandsvorsitzender der Premiere AG
- Christian Tschurtschenthaler (* 1958), ehemaliger Bürgermeister von Bruneck und Abgeordneter zum Südtiroler Landtag
- Ivo Muser (* 1962), Bischof des Bistums Bozen-Brixen
- Maria Elisabeth Rieder (* 1965), Politikerin, Abgeordnete zum Südtiroler Landtag

aus Kunst, Kultur und Wissenschaft:

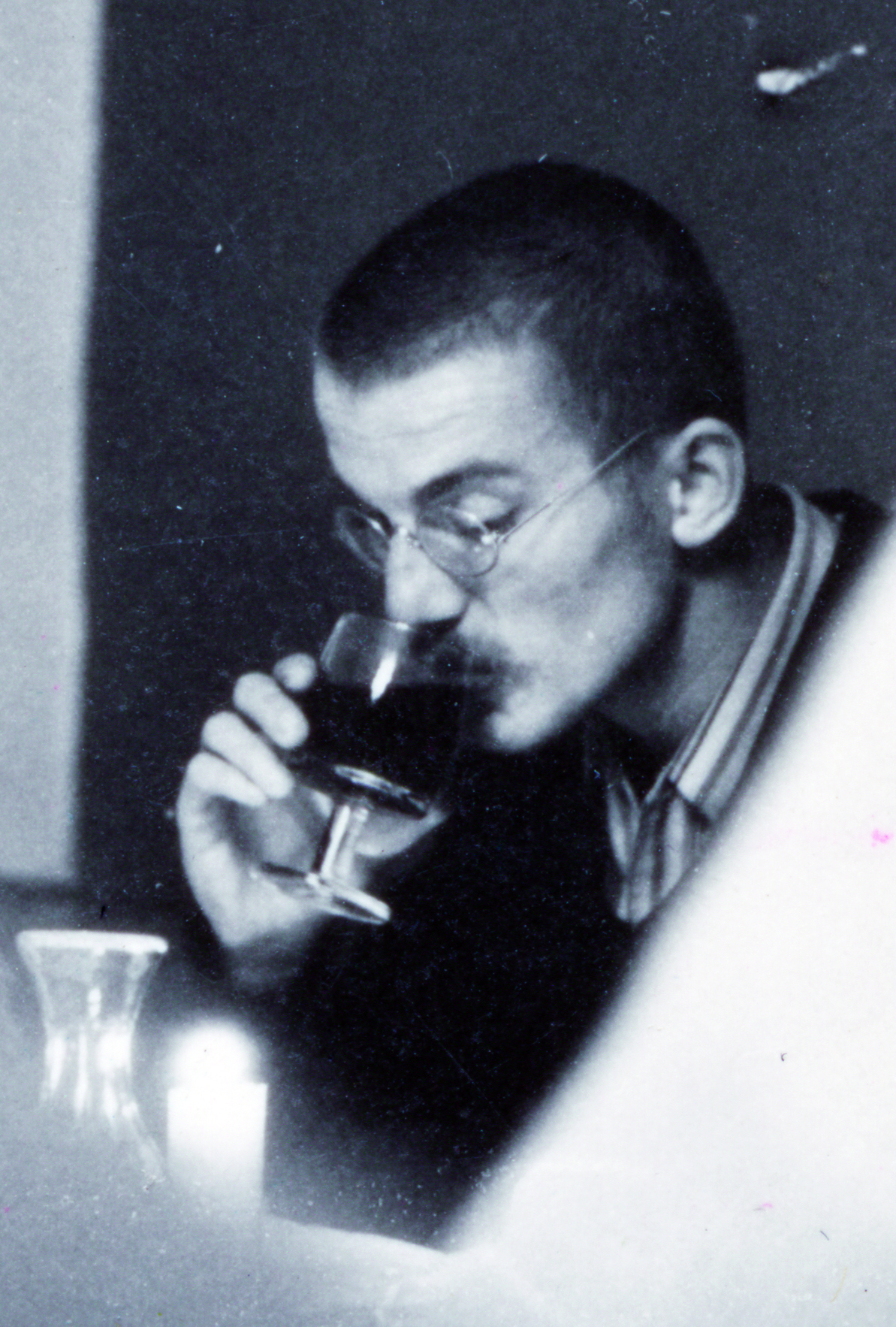
Norbert C. Kaser (1947–1978)

- Friedrich Pacher (≈1435–1508), Maler
- Michael Pacher (1435–1498), Maler und Bildhauer
- Anton Steyerer (1673–1741), Theologe und Historiker
- Jakob Philipp Santer (1756–1809), Bildhauer und Architekt
- Albert Knoll (1796–1863), österreichischer Kapuziner und Theologe
- Johann Nepomuk Tinkhauser (1787–1844), Chronist
- Josef Gröbmer (1815–1882), Bildhauer
- Ferdinand von Zieglauer (1829–1906), Historiker, Rektor der Franz-Josephs-Universität in der Bukowina
- Carl Toldt (1840–1920), Mediziner
- Josef Zösmair (1845–1928), Lehrer, Namenforscher und Historiker
- Anton Müller aka. Bruder Willram (1870–1939), Schriftsteller
- Karl Meusburger (1870–1940), Gymnasialprofessor und Heimatforscher
- Josef Bachlechner der Ältere (1871–1923), Bildhauer
- Josef Neumair (1877–1960), Schriftsteller und Gräzist
- Alfred Amonn (1883–1962), Wirtschaftswissenschaftler
- Otto Guem (1899–1976), Jurist und Autor
- Othmar Winkler (1907–1999), Bildhauer und Maler[40]
- Hans H. Hinterhuber (* 1938), Wirtschaftswissenschaftler, Professor an den Universitäten Innsbruck und Graz
- Ivo Barnabò Micheli (1942–2005), Filmemacher
- Hartmann Hinterhuber (* 1942), Psychiater, Institutsleiter an der Medizinischen Universität Innsbruck
- Konrad Beikircher (* 1945), Kabarettist und Musiker
- Norbert Conrad Kaser (1947–1978), Schriftsteller und Begründer der neuen Südtiroler Literatur der Nachkriegszeit
- Karl Baumgartner (1949–2014), Filmproduzent
- Klaus Gasperi (* 1950), Theaterdirektor und Bühnenbildner
- Elmar Waibl (* 1952), Philosoph und Hochschullehrer
- Nanni Moretti (* 1953), Filmemacher, Produzent und Schauspieler (lebt seit frühester Kindheit in Rom)
- Giovanni Rindler (* 1958), Bildhauer
- Ewald Volgger (* 1961), Dominikaner, Liturgiewissenschaftler, Rektor der katholisch-theologischen Universität Linz
- David Volgger (* 1965), Franziskaner (OFM), Professor für Biblische Theologie und Altes Testament an der Franziskanerhochschule Antonianum in Rom
- Linda Wolfsgruber (* 1961), Graphikerin und Kinderbuch-Illustratorin, in Wien lebend
- Alessandro Dimai (1962–2019), Amateurastronom und Asteroidenentdecker
- Hans Peter Kammerer (* 1965), Opernsänger
- Alban Beikircher (* 1968), Violinist
- Ulrike Lasta (* 1968), Schauspielerin am Tiroler Landestheater
- Markus Lanz (* 1969), Fernsehmoderator und Autor
- Siggi Hofer (* 1970), italienisch-österreichischer Künstler
- Paul Videsott (* 1971), Sprachwissenschaftler
- Christina Antenhofer (* 1973), Historikerin
- Hubert Dorigatti (* 1975), Musiker
- Michael Engl (* ≈1982), Musiker

Sportler:
- Friedl Mutschlechner (1949–1991), Bergsteiger und Bergführer
- Klaus Bachlechner (* 1952), Fußballspieler, Gewinner des Italienpokals 1981/82
- Michael Mair (* 1962), Skirennläufer
- Norbert Huber (* 1964), Rennrodler
- Günther Huber (* 1965), Bobfahrer
- Bruno Milesi (* 1965), Eisschnellläufer
- Hubert Pallhuber (* 1965), Mountainbiker
- Arnold Huber (* 1967), Rennrodler und Bobfahrer
- Christian Steger (* 1967), Skeletonpilot
- Wilfried Huber (* 1970), Rennrodler
- Hermann Achmüller (* 1971), Langstreckenläufer
- Walter Feichter (* 1974), Snowboarder
- Dagmar Mair unter der Eggen (* 1974), Snowboarderin
- Arnold Rieder (* 1976), Skirennläufer
- Patrick Gruber (* 1978), Rennrodler
- Alexander Ploner (* 1978), Skirennläufer
- Armin Helfer (* 1980), Eishockeyspieler, Nationalspieler
- Hannes Paul Schmid (* 1980), Skirennläufer
- Christian Mair (* 1981), Eishockeyspieler
- Roland Clara (* 1982), Langläufer
- Manfred Mölgg (* 1982), Skirennläufer
- Manuela Mölgg (* 1983), Skirennläuferin
- Christof Innerhofer (* 1984), Skirennläufer
- Armin Hofer (* 1987), Eishockeyspieler
- Karin Knapp (* 1987), Tennisspielerin
- Anna Hofer (* 1988), Skirennläuferin
- Lukas Hofer (* 1989), Biathlet
- Dominik Windisch (* 1989), Biathlet
- Dorothea Wierer (* 1990), Biathletin
- Patrick Baumgartner (* 1994), Bobfahrer
- Simon Straudi (* 1999), Fußballspieler
- Damian Clara (* 2005), Eishockeyspieler